# جامع اللطيف الخبير
جامع اللطيف الخبير من مساجد العراق الحديثة، ويقع في منطقة السورة قرب كلية المعارف الجامعة، في قضاء الرمادي في محافظة الأنبار، وبني في عام 1425هـ/2004م، وشيد على نفقة المتبرع (بدر صالح حسين)، وتبلغ مساحتهُ 1200م2، ويحتوي الحرم على مصلى واسع يتسع لأكثر من 1000 مصل، وتعلو الحرم مئذنتين وضعتا على برج مصنوع من الحديد، وتقام في الجامع صلاة الجمعة وصلاة العيدين والصلوات الخمس، ومن ملحقات الجامع قاعة لاقامة المناسبات الدينية بالإضافة إلى غرفة مخصصة للإمام والخطيب، وآخر ترميم للجامع كان في عام 2006م.
ومقابل الحرم ساحة طارمة مسقفة وتحيطهُ حديقة واسعة.